# Clavogaster
Clavogaster — рід грибів родини Agaricaceae. Назва вперше опублікована 1896 року.

## Класифікація
До роду Clavogaster відносять 3 види:
- Clavogaster erythrocephalus
- Clavogaster novozelandicus
- Clavogaster virescens